# Ruillé-sur-Loir
Ruillé-sur-Loir är en kommun i departementet Sarthe i regionen Pays de la Loire i nordvästra Frankrike. Kommunen ligger i kantonen La Chartre-sur-le-Loir som tillhör arrondissementet La Flèche. År 2018 hade Ruillé-sur-Loir 1 218 invånare.

## Befolkningsutveckling
Antalet invånare i kommunen Ruillé-sur-Loir
| Referens: INSEE |